# Pat Boone
Pat Boone, właśc. Patrick Charles Eugene Boone (ur. 1 czerwca 1934 w Jacksonville w stanie Floryda) – amerykański piosenkarz, aktor i pisarz, a także mówca motywacyjny, osobowość telewizyjna, konserwatywny komentator polityczny, działacz chrześcijański i kaznodzieja.

## Życiorys
W latach 50. był jedną z największych gwiazd show-biznesu w Stanach Zjednoczonych i na świecie. Sprzedał ponad 45 milionów albumów, miał 38 hitów na liście Top 40 i zagrał główne role w ponad tuzinie popularnych hollywoodzkich filmów. Dzięki swemu talentowi piosenkarskiemu i aktorskiemu, a także typowo amerykańskiej urodzie, charyzmie i staroświeckim zasadom, jakie wyznawał, uznawany był za amerykańską ikonę.
Prowadził popularny show telewizyjny The Pat Boone Chevy Show (1957–1959). Napisał wiele książek, m.in. Twixt Twelve and Twenty, która dotarła do pierwszego miejsca na liście amerykańskich bestsellerów. Jego covery afroamerykańskich hitów rhythm and bluesowych miały znaczący wpływ na rozwój szerokiej popularności rock and rolla. W czasie jego tras koncertowych w latach 50. m.in. Elvis Presley był jego supportem. W latach 60. skupił się na muzyce gospel, a w uznaniu za swój wpływ na popularyzację muzyki tego gatunku został członkiem Gospel Music Hall of Fame. Ustanowił rekord Billboardu jako ten, że spędził 220 kolejnych tygodni na listach przebojów z więcej niż jedną piosenką.
8 lutego 1960 otrzymał dwie własne gwiazdy w Alei Gwiazd w Los Angeles znajdujące się przy 1631 Vine Street (nagranie) i 6268 Hollywood Boulevard (telewizja).

## Filmografia

### Filmy
- 1957: Bernardine jako Arthur „Beau” Beaumont
- 1957: April Love jako Nick Conover
- 1958: Mardi Gras jako Paul Newell
- 1959: Podróż do wnętrza Ziemi (Journey to the Center of the Earth) jako Alec McEwan
- 1961: All Hands on Deck jako porucznik Victor „Vic” Donald
- 1962: State Fair jako Wayne Frake
- 1961: Siła przyciągania (The Main Attraction) jako Eddie
- 1963: The Yellow Canary jako Andy Paxton
- 1964: Never Put It in Writing jako Steven Cole
- 1964: The Horror of It All jako Jack Robinson
- 1964: Do widzenia, Charlie (Goodbye Charlie) jako Bruce Minton III
- 1965: My Island Family (TV)
- 1965: Opowieść wszech czasów (The Greatest Story Ever Told) jako anioł przy grobie
- 1967: The Perils of Pauline jako George Stedman
- 1969: The Pigeon (TV) jako Dave Williams
- 1970: Krzyż i sztylet (The Cross and the Switchblade) jako David Wilkerson
- 1994: Szymon Baranek (Simon the Lamb, krótkometrażowy wideo) jako pasterz (głos)
- 2016: Bóg nie umarł 2 (God’s Not Dead 2) jako Walter Wesley
- 2017: Historia kowbojki (A Cowgirl’s Story) jako dziadek
- 2019: Boonville Redemption jako doktor Woods
- 2022: The Mulligan jako Will Dunn „Stary zawodowiec”

### Seriale
- 1969: The Beverly Hillbillies jako Pat Boone
- 1969: The Girl jako Pat Boone
- 1988: Na wariackich papierach (Moonlighting) jako Nowy Dawid
- 1997: Drugi Noe (Second Noah) jako Pat Boone
- 1997: Świat według Dave’a (Dave’s World) jako Pat Boone
- 2001: Frasier jako Garth (głos)

## Dyskografia
Poniższa lista przedstawia wyłącznie studyjne albumy piosenkarza. Jego pełna dyskografia, single, albumy, kompilacje oraz inne wydawnictwa opisane zostały w osobnym artykule.
- Pat Boone (1956)
- Howdy! (1956)
- „Pat” (1957)
- Hymns We Love (1957)
- Pat Boone Sings Irving Berlin (1957)
- Star Dust (1958)
- Yes Indeed (1958)
- Tenderly (1959)
- Side By Side (1959)
- He Leadeth Me (1959)
- White Christmas (1959)
- Moonglow (1960)
- This and That (1960)
- Great! Great! Great! (1960)
- Moody River (1961)
- My God and I (1961)
- I’ll See You In My Dreams (1962)
- Pat Boone Reads from The Holy Bible (1962)
- I Love You Truly (1962)
- Pat Boone Sings Guess Who (1963)
- Pat Boone Days of Wine and Roses (1963)
- The Star Spangled Banner (1963)
- Tie Me Kangaroo Down Sport (1963)
- Sing Along Without Pat Boone (1964)
- The Touch Of Your Lips (1964)
- Ain’t That A Shame (1964)
- The Lord’s Prayer and Other Great Hymns (1964)
- Boss Beat! (1964)
- Near You (1964)
- Blest Be the Tie That Binds (1965)
- The Golden Era of Country Hits (1965)
- My 10th Unniversary with Dot Records (1965)
- Pat Boone Sings Winners of the Reader’s Digest Pool (1965)
- Great Hits Of 1965 (1966)
- Memories (1966)
- Wish You Were Here Buddy (1966)
- Christmas Is A Comin’ (1966)
- How Great Thou Art (1967)
- I Was Kaiser Bill’s Batman (1967)
- Look Ahead (1968)
- Departure (1969)
- Songs for Jesus Folk (1970)
- In the Holy Land (1972)
- The New Songs of the Jesus People (1972)
- All in the Boone Family (1973)
- Born Again (1973)
- Family Who Prays (1973)
- S-A-V-E-D (1973)
- I Love You More and More Everyday (1973)
- First Nashville Jesus Band (1973)
- Thank You Dear Lord (1973)
- The Pat Boone Family (1974)
- Songs from the Inner Court (1974)
- Something Supernatural (1975)
- Texas Woman (1976)
- The Country Side of Pat Boone (1977)
- Miracle Merry-Go-Round (1977)
- Just the Way I Am (1979)
- Songmaker (1981)
- A Pocketful of Hope (1982)
- Pat Boone Sings Golden Hymns (1984)
- I Remember Red: A Tribute to Red Foley (1994)
- The Pat Boone Family Christmas (1994)
- In a Metal Mood: No More Mr. Nice Guy (1997)
- Echoes of Mercy (1999)
- The Miracle of Christmas (2000)
- American Glory (2002)
- Nearer My Good to Thee (2005)
- Glory Train: The Lost Sessions (2005)
- Dream of Ireland (2005)
- Ready to Rock (2006)
- Hopeless Romantic (2006)
- In A Symphonic Mood (2006)
- We Are Family: R&B Classics (2006)
- The True Spirit of Christmas (2007)
- Near (2010)
- Legacy (2014)
- Pat Boone's Favourite Bible Stories & Sing-Along Songs (2015)